# A Száguldó vipera epizódjainak listája
Az alábbi lista a Száguldó vipera című amerikai filmsorozat epizódjait sorolja fel.

## Évados áttekintés
| Évad | Évad | Részek száma | Részek száma | Eredeti sugárzás     | Eredeti sugárzás | Eredeti adó         |
| Évad | Évad | Részek száma | Részek száma | Évadbemutató         | Évadzáró         | Eredeti adó         |
| ---- | ---- | ------------ | ------------ | -------------------- | ---------------- | ------------------- |
|      | 1.   | 13           | 13           | 1994. január 2.      | 1994. április 1. | NBC                 |
|      | 2.   | 22           | 22           | 1996. szeptember 27. | 1997. május 17.  | Szindikált sugárzás |
|      | 3.   | 22           | 22           | 1997. szeptember 23. | 1998. május 12.  | Szindikált sugárzás |
|      | 4.   | 22           | 22           | 1998. szeptember 22. | 1999. május 22.  | Szindikált sugárzás |

## Epizódok

### Első évad (1994)
| Sor. | Év. | Cím                                   | Rendező         | Író         | Premier                              | Gyártási szám |
| --- | --- | ------------------------------------- | --------------- | ----------- | ------------------------------------ | ------------- |
| 1. | 1.  | Bevezető 1. rész (Vipera) (Pilot)     | Danny Bilson    | Paul De Meo | 1994. január 2. 2000. augusztus 27.  | 101           |
| A zseni tudós, Julian Wilkes azt a megbízást kapja a rendőrségtől, hogy készítsen számukra egy high-tech autót, amivel az egyre nagyobb hatalommal és technikával rendelkező alvilági csoportosulásokat utol tudják érni. Wilkes egy Viperrel áll elő, egy hihetetlen teljesítményű sportautóval, ami képes egy száguldó szuperfegyverré változni. Úgy tűnik azonban, hogy senki sem elég bátor az autó vezetéséhez, s csakis egy autótolvaj banda vezére, Michael Payton lenne alkalmas a feladatra... |     |                                       |                 |             |                                      |               |
| 2. | 2.  | Bevezető 2. rész (Joe Astor) (Pilot)  | Danny Bilson    | Paul De Meo | 1994. január 2. 2000. szeptember 17. | 102           |
| "(Az előző rész folytatódik)" |     |                                       |                 |             |                                      |               |
| 3. | 3.  | A múlt nyomában (Once a Thief)        | Bruce Bilson    | Paul De Meo | 1994. január 7. 2000. szeptember 24. | 103           |
| Dr. Kenneth Samuels sebész felkéri Astort, hogy lopja el a Quantimax nevű cégtől a találmányát, amely lehetőséget ad a tudat módosítására. Ugyanakkor Cassidy, a gazdag üzletember Tim Rackemet, az ékszerrablót bízza meg ugyanezzel a munkával. Astor és Tim a tett helyszínén találkoznak össze és el kell dönteniük, hogy ki viszi el a megbízójához a találmányt… |     |                                       |                 |             |                                      |               |
| 4. | 4.  | Szellemek (Ghosts)                    | Bruce Bilson    | Paul De Meo | 1994. január 14. 2000. október 1.    | 104           |
| Frankie azzal a hírrel fogadja Astort, hogy egy régi nagy ellenfele, Conner kiszabadult a börtönből, és most mindenáron bosszút akar állni. Feltett szándéka az, hogy megszerzi a Vipera nevű csodaautót, s ennek érdekében először felhasználja Annát, Wilkes segítőjét, majd túszul ejti a családját… |     |                                       |                 |             |                                      |               |
| 5. | 5.  | A gengszterek városa (Safe as Houses) | Bruce Bilson    | Paul De Meo | 1994. január 21. 2000. október 8.    | 105           |
| A Mesa Rose nevű kisváros lakóit egy csapat gengszter megfélemlíti, és elűzi ősi földjükről. Egyedül Finch, az autószerelő és panziótulajdonos tart még ki a lányával és unokájával együtt. Joe meghallván a hírt nyomban autóba száll, és a család segítségére siet. A banda emberei azonban őt is elkapják… |     |                                       |                 |             |                                      |               |
| 6. | 6.  | A méltó ellenfél (Firehawk)           | Mario Azzopardi | Paul De Meo | 1994. január 28. 2000. október 15.   | 106           |
| Cassidy, a gazdag üzletember megvásárolja a Firehawk nevű katonai autót, hogy az megküzdjön a Viperával. Ennek érdekében megbízza a Nevelson házaspárt, hogy a kocsi korszerűsítésére szerezzék meg Wilkest, ő pedig kihozatja a börtönből Erich Van Hookot, az autó sofőrjének. Nevelsonék elkapják Juliant, és a családja tönkretételével kezdik zsarolni, amennyiben nem tesz eleget Cassidy utasításainak…                                                                                          |     |                                       |                 |             |                                      |               |
| 7. | 7.  | Öntudatlanul (Mind Games)             | Mario Azzopardi | Paul De Meo | 1994. február 11. 2000. október 22.  | 107           |
| Flagler egykor a különleges alakulat vezetője volt, ám a sorozatos visszaélései miatt Gerraro nyomozó a börtönbe juttatta. Amióta kiszabadult, üzletemberként tevékenykedik – és persze csakis piszkos ügyekben vesz részt. Most éppen a rendőrség különleges irányító egységét akarja megszerezni, ezért Astor és Gerraro összefognak, hogy közös erővel akadályozzák meg, hogy övé lehessen a szállítmány…                                                                                            |     |                                       |                 |             |                                      |               |
| 8. | 8.  | Az arc (The Face)                     | Gus Trikonis    | Paul De Meo | 1994. február 18. 2000. november 26. | 108           |
| Lyle Hinkle-t, a profi bérgyilkost szabadon engedik a büntetése letöltése után. Delia Thorne a Vipera csapatát kéri fel Hinkle védelmére, hogy nehogy újabb gyilkosságra vegyék rá. Delia gyanúja pedig beigazolódik, mert csak John és Frankie mentik meg a férfit egy újabb megbízástól… |     |                                       |                 |             |                                      |               |
| 9. | 9.  | Tűzkerekek (Wheels of Fire)           | Bruce Bilson    | Paul De Meo | 1994. február 25.                    | 109           |
| A földalatti munkásai a régi, felrobbantott gyár alatt találnak egy eredeti Baxley-autót. Eközben Wilkesnek van egy őszinte csodálója, Ella, aki maga is autótervező és kutatómérnök. A nő egy különleges akkumulátort fejlesztett ki, és éppen erről tart előadást, amikor egy ismeretlen férfi figyelmezteti, hogyha a Berlin Petroleum emberei szerződést ajánlanak neki, mindenképpen mondjon nemet. Ella a tanácsot megfogadva Simpson úrral tárgyal, aki azonban váratlanul meghal…               |     |                                       |                 |             |                                      |               |
| 10. | 10. | A múlt bosszúja (Past Tense)          | Danny Bilson    | Paul De Meo | 1994. március 4.                     | 110           |
| Tizenkét év alatt közel harminc 10 év körüli kisfiú tűnt el a környékről, és később bűnözőként kerültek a rendőrségre. Most is eltűnik edzésről jövet egy kisfiú. A háttérben pedig minden valószínűség szerint Frederik Lang áll, aki testőr volt, majd bűnöző lett. Delia Thorne természetesen Astort és Wilkest kéri fel az ügy kiderítésére. |     |                                       |                 |             |                                      |               |
| 11. | 11. | A riporter (Scoop)                    | Michael Vejar   | Paul De Meo | 1994. március 11.                    | 111           |
| Az autójában holtan találnak egy férfit, mellette pedig egy tarot kártyát. Négy hét leforgása alatt ő a hatodik áldozat, aki ugyancsak bankár, és az alvilággal tartott kapcsolatot. A „tarot kártyás gyilkos” úgy tűnik, hogy Cassidy üzletfeleit veszi célba. Gerraro nyomozó munkához is lát, de sokan, főleg egy tévériporter őt kiáltja ki a rejtélyes gyilkosnak… |     |                                       |                 |             |                                      |               |
| 12. | 12. | A szívrabló (Thief of Hearts)         | Danny Bilson    | Paul De Meo | 1994. március 18.                    | 112           |
| Julian kislányának barátnője éppen szívátültetésre vár, de a kórház előtt fegyveresek elrabolják a mesterséges szívet. A kislány élete forog kockán, ezért John és Julian a rablók nyomába erednek és a versenyfutás az idővel ezennel kezdetét veszi… |     |                                       |                 |             |                                      |               |
| 13. | 13. | Töviskoszorú (Crown of Thorns)        | James Quinn     | Paul De Meo | 1994. április 1.                     | 113           |
| Carpasia miniszterelnökét lelövik, ezért a lánya, Katya az ideiglenes kormányfő érkezik az Államokba egy tárgyalásra. Delia Thorne Astort, Juliant és Frankie-t kéri fel a fiatal lány védelmére, mert tudomására jutott, hogy Reece őt is meg akarja ölni. Ám Moro Sarat, a volt belügyminiszter kettős játékot játszik, ezért komoly munkájába kerül az okos hármasnak, hogy megmentsék Katyát… |     |                                       |                 |             |                                      |               |

### Második évad (1996–1997)
| Sor. | Év. | Cím                                         | Rendező              | Író         | Premier              | Gyártási szám |
| --- | --- | ------------------------------------------- | -------------------- | ----------- | -------------------- | ------------- |
| 14. | 1.  | Győztesé a szerencse (Winner Take All)      | Danny Bilson         | Paul De Meo | 1996. szeptember 27. | 201           |
| A Kereskedelmi Bankba egy páncélozott teherautóval törnek be. A tettes profi, ezért a rendőrségnek további eszközökhöz kell folyamodnia a további rablások megfékezéséhez. Westlake rendőrt pedig, a Vipera csoporthoz vezénylik, mint rendőrségi összekötőt… |     |                                             |                      |             |                      |               |
| 15. | 2.  | MIG89 (489) (MIG-89)                        | Joe Napolitano       | Paul De Meo | 1996. október 5.     | 202           |
| Ilja Kavszkij arról híres, hogy ő a MIG89-es tervezője. A gépet ismertető sajtótájékoztatót váratlanul megzavarja egy kommandócsoport és elrabolják az 1 milliárd dolláros szerkezetet, valamint a tervezőjét is. Az elnök utasítja a Vipera csoportot, hogy keressék meg a repülőt. Cole és társai pedig azonnal akcióba lépnek… |     |                                             |                      |             |                      |               |
| 16. | 3.  | A kondorkeselyű (A keselyű) (Condor)        | Danny Bilson         | Paul De Meo | 1996. október 12.    | 203           |
| Négy titkosügynököt valósággal lemészárolnak, amely minden valószínűség szerint azért történhetett meg, mert valaki felfedte a kilétüket. A Vipera-csapat azonban kénytelen belátni, hogy a brutális esettel nem boldogulnak egyedül, így be kell vonniuk a speciális helikopteres egységet is az akciójukba. |     |                                             |                      |             |                      |               |
| 17. | 4.  | Olcsó szöveg (Talk is Cheap)                | Don Kurt             | Paul De Meo | 1996. október 19.    | 204           |
| Terry Molloy, a nagyhatalmú maffiózó megöleti a város egyik tanácsosát, mert nem szavazta meg, hogy ő nyerje el a szemétszállítási koncessziót. Amikor a városi rádió reggeli műsorvezetője, Lowery elmondja a tényeket, ő lesz Molloy következő célpontja. Cole és Westlake figyelmeztetni akarják a veszélyre, de ő elutasítja a védelmet. A Vipera csoport ezért úgy dönt, hogy a háttérből kísérik figyelemmel az eseményeket, de hamarosan közbe is kell lépniük…                                      |     |                                             |                      |             |                      |               |
| 18. | 5.  | Súlyos gyémántok (Diamond in the Rough)     | Oscar L. Costo       | Paul De Meo | 1996. október 26.    | 205           |
| Egy befolyásos ember úgy szervez meg rablásokat, hogy először balekokat küld a helyszínre, majd amikor ők feltérképezték a terepet, az igazi banda már biztosra megy. A Vipera csoport azonban rájön a trükkre, és beépülnek az egyik alibi-ember mellé… |     |                                             |                      |             |                      |               |
| 19. | 6.  | Üzemzavar (Standoff)                        | Steve Stafford       | Paul De Meo | 1996. november 2.    | 206           |
| Egy stoppos lány egy meglőtt sofőrt talál a neki megálló autóban. A gépkocsi vezetője, Dr. Bishop az M185-ös fegyver tervezője, és nála van a tervekről készült lemez is. Két férfi üldözi az autót, amelyben a lány sürgősen kórházba akarja szállítani a sebesültet. A Vipera csapat szerencsére észreveszi az üldözést, ezért Cole és Westlake azonnal a segítségükre sietnek… |     |                                             |                      |             |                      |               |
| 20. | 7.  | Fehér izzás (White Fire)                    | Vern Gillum          | Paul De Meo | 1996. november 9.    | 207           |
| 21. | 8.  | Kacagó halála (Die Laughing)                | Jim Johnston         | Paul De Meo | 1996. november 16.   | 208           |
| Egy bárban meggyilkolnak egy rendőrt, s később jelentkezik is egy szemtanú, a bárban fellépő hölgy személyében. Cole-ékat küldik tanúvédőnek, ám az asszony nem bízik a védelemben, és a kisfiával együtt kereket old. Cole azonban nagy nehezen a nyomukra bukkan, és kezdetét veszi a nyomozás a tettesek után… |     |                                             |                      |             |                      |               |
| 22. | 9.  | A rendszer (On a Roll)                      | Georg Stanford Brown | Paul De Meo | 1996. november 23.   | 209           |
| A Vipera csoport próbabetörést végez egy biztonsági rendszer tesztelésére. Eközben azonban valóban betörnek a Symarium művekbe, és ellopják a Háló1 műholdrendszer egyik felét. A csapat persze akcióba lép, de túl sok a gyanúsított. Amikor pedig egy titkos kaszinóra bukkannak, Allie be akar épülni a szervezetbe. A CIA azonban közbelép, és Allie-ról is bűnpártolást feltételeznek… |     |                                             |                      |             |                      |               |
| 23. | 10. | Utcai kalózok (Street Pirates)              | Bruce Bilson         | Paul De Meo | 1996. november 30.   | 210           |
| Az angol Jules Marat vezette kör katonai hardverek lopására specializálta magát, és fegyvereket közvetít a terroristáknak. Cole beépül közéjük, amikor éppen ellopnak a katonaságtól egy tankot. Marat-éknak persze nagyon fáj a foguk a csodaautóra, ezért lenyomozzák Westlake-et, és őt használják csaléteknek. Úgy tűnik, hogy beválik a terv, mert Cole Westlake segítségére siet… |     |                                             |                      |             |                      |               |
| 24. | 11. | Száguldás (Breakdown on Thunder Road)       | William Gereghty     | Paul De Meo | 1997. január 11      | 211           |
| Egy fiatalokból álló autósbanda tartja rettegésben a kisvárost. Eközben egy Dr. Stramm nevű tudós kísérletezi ki az űrhajók generációjához tartozó gépek legmegfelelőbb üzemanyagát. A fiatalok aztán a helyi rendőrparancsnok tudomásával ellopnak 6 palack anyagot, hogy részben pénzzé tegyék, részben pedig saját autóik gyorsítására használják. Cole-ék a ezért a tudós és a kisváros lakóinak segítségére sietnek…                                                                                   |     |                                             |                      |             |                      |               |
| 25. | 12. | Embervadászat (Manhunt)                     | Reza Badiyi          | Paul De Meo | 1997. január 18.     | 212           |
| Dr. Russell Block biofizikust kísérletezés közben nagydózisú sugárfertőzés éri. Az orvosok tudják, hogy menthetetlen, ezért úgy döntenek, hogy ő lesz a szuperkatona mintapéldánya. Sok műtétet hajtanak végre rajta, mígnem megszületik az emberi robot. Miközben emberi énje meg akarja menteni a világot, addig robot énje tör-zúz. Ezért felkérik a Vipera csoportot, hogy tartsák szemmel, és állítsák meg őt. Cole-ék munkához látnak, annál is inkább, mert Dr. Russell Block Cole iskolatársa volt… |     |                                             |                      |             |                      |               |
| 26. | 13. | Bandaháború (Turf Wars)                     | William Gereghty     | Paul De Meo | 1997. február 1.     | 213           |
| Két, fiatalokból álló banda, az MCB és a Virrasztók háborúznak egymással. Amikor azonban az összeütközésnek halottja is van, a Vipera csoport bekapcsolódik az ügybe. Rögtön gyanússá válik, hogy korábban egy másik városban is hasonló harcok voltak a fiatalok között, s ott is ugyanaz a szociológus és asszisztens foglalkozott a fiatalkorúakkal. Cole-ék persze kiderítik, hogy ki áll a háttérben…                                                                                                  |     |                                             |                      |             |                      |               |
| 27. | 14. | Agymosás (Forget-Me-Not)                    | David Livingston     | Paul De Meo | 1997. február 8.     | 214           |
| 28. | 15. | A jobb vezető (Wheelman)                    | Danny Bilson         | Paul De Meo | 1997. február 15.    | 215           |
| 29. | 16. | Felfüggesztve (Shutdown)                    | Danny Bilson         | Paul De Meo | 1997. február 22.    | 216           |
| Egy Lee Cyros nevű bűnöző lemásolja a Viperát, és megcsináltatja a másolatát, hogy lejárassa a csapatot és tönkretegye a jó hírüket. Ez később sikerül is, mert felfüggesztik a csoport tevékenységét. Frankie és a barátnője, Dominique azonban nem nyugszik bele a kudarcba, és cselhez folyamodnak… |     |                                             |                      |             |                      |               |
| 30. | 17. | Egy gyilkosság visszhangja (Echo of Murder) | Allan Kroeker        | Paul De Meo | 1997. március 1.     | 217           |
| 31. | 18. | Tolvajok,mint mi (Thieves Like Us)          | John T. Kretchmer    | Paul De Meo | 1997. március 22.    | 218           |
| 32. | 19. | Mélybe hűtve (Cold Storage)                 | Jefferson Kibbee     | Paul De Meo | 1997. április 26.    | 219           |
| Egy mániákus gyilkost hibernálva tartanak fogva egy erődben, de az épület egy földrengés következtében összeomlik, így a Vipera csoportnak el kell őt szállítania a saját támaszpontjára. Kiderül azonban, hogy egy holttest van a hűtőládában, az igazi gyilkos pedig szabadon jár. Cole-éknak jut tehát a feladat, hogy megtalálják a veszedelmes gyilkost… |     |                                             |                      |             |                      |               |
| 33. | 20. | Aki szelet vet (Whistle Blower)             | James Marshall       | Paul De Meo | 1997. május 3.       | 220           |
| Westlake-et felhívja egy régi barátja, és a segítségét kéri, mert úgy érzi, hogy állandóan követik. Mire azonban Cole-lal a helyszínre érkeznek, a bróker már halott. A házban pedig csak az autista testvére maradt, így a csoport a védelmébe veszi a fiatalembert. Nyomozni kezdenek az értékpapírok, számlák és megbízók után, és az a gyanújuk támad, hogy Scott, a bróker egy nagy pénzmosási ügynek jutott a nyomára, és ezért kellett meghalnia...                                                  |     |                                             |                      |             |                      |               |
| 34. | 21. | A fekete doboz (Black Box)                  | Robert D. Bailey     | Paul De Meo | 1997. május 10.      | 221           |
| Egy férfi a hátán egy lőtt sebbel tántorog be a Vipera csoport főhadiszállására, és kéri, hogy keressék meg a fekete dobozt, majd meghal…Cole-ék persze azonnal nyomozásba kezdenek. Az ismeretlen egy nagy cég software tervezője volt, egy jövőkutató. A főnöke azonban semmit sem árul el a beosztottjáról, így Cole és Westlake kénytelen a fiatalember lakásán keresni azt a bizonyos fekete dobozt. A szálak pedig egy hatalomvágyó megszállotthoz vezetnek…                                          |     |                                             |                      |             |                      |               |
| 35. | 22. | A lista (The List)                          | Mick MacKay          | Paul De Meo | 1997. május 17.      | 222           |
| Cole-tól valaki segítséget kér, és Westlake-kel együtt mennek a helyszínre. Amikor Cole besétál a lakókocsiba, az azonnal felrobban…A Vipera csoport a temetésről visszatérvén rögtön nyomozásba akar kezdeni, de a főnök ezt megtiltja. Allie eközben állásajánlatot kap, s az egyik monitoron meglátja Cole-t egy másik városban. Westlake persze nyomban elindul Bay Citybe, hogy meggyőződjön róla, valóban Cole-t látták-e a felvételen…                                                               |     |                                             |                      |             |                      |               |

### Harmadik évad (1997–1998)
| Sor. | Év. | Cím                                                   | Rendező          | Író         | Premier              | Gyártási szám |
| --- | --- | ----------------------------------------------------- | ---------------- | ----------- | -------------------- | ------------- |
| 36. | 1.  | Csuka fogta róka (Triple Cross)                       | Danny Bilson     | Paul De Meo | 1997. szeptember 23. | 301           |
| Westlake megöli egy profi bérgyilkos szeretőjét, így hamarosan a mindenre elszánt férfi bosszújának célpontjává válik, aki elől szinte lehetetlen elmenekülni…Vagy mégsem? |     |                                                       |                  |             |                      |               |
| 37. | 2.  | Macska és egér (Cat and Mouse)                        | James Marshall   | Paul De Meo | 1997. szeptember 30. | 302           |
| Egy teljesen egyszerű háttérvizsgálat olyan információkat hoz napvilágra Wastlake egyik barátjának új férjéről, amiből az derül ki, hogy a férfi nem egészen az, aminek látszik… Westlake pedig nyomozásba kezd. |     |                                                       |                  |             |                      |               |
| 38. | 3.  | A tökéletes páros (The Best Couple)                   | Bruce Bilson     | Paul De Meo | 1997. október 7.     | 303           |
| Cole és Westlake egy gyújtogató gyilkos ügyében nyomoznak, és rájönnek, hogy az esetek rendkívül hasonlítanak egy másik ügyre, melyet Cole már évekkel korábban megoldott. Akkor a gyilkos a gázcsapot nyitotta ki áldozatai otthonában, az idézte elő a robbanást. Cole szerencsére talál egy tanút…                                                                                               |     |                                                       |                  |             |                      |               |
| 39. | 4.  | Rejtett ügyek (Hidden Agenda)                         | Steve Stafford   | Paul De Meo | 1997. október 14.    | 304           |
| Cole észreveszi, hogy néhány punk egy hajléktalan férfit zaklat. Közbelép és kiderül, hogy az áldozat Travis Parker, egy volt CIA-ügynök. Parker nem hajlandó kórházba menni, ezért Cole hazaviszi a férfit. Közben Frankie és Westlake kiderítik, hogy a hivatalos papírok szerint Parker már halott. Hamarosan az is kiderül, hogy egy zavaros ügy közepébe csöppentek, ahol már a túlélés a tét… |     |                                                       |                  |             |                      |               |
| 40. | 5.  | Vissza a feledésből (Out from Oblivion)               | Paul Abascal     | Paul De Meo | 1997. október 21.    | 305           |
| Az akciócsoport tagjainak ismét egy különös üggyel kell megküzdeniük. Egy extrákkal felszerelt motor és mindenre elszánt gazdája ugyanis fenyegeti a csapat jövőjét… |     |                                                       |                  |             |                      |               |
| 41. | 6.  | Viharos eset (Storm Watch)                            | James Marshall   | Paul De Meo | 1997. október 28.    | 306           |
| Az akciócsoport tagjainak ismét egy különös üggyel kell megküzdeniük. Egy extrákkal felszerelt motor és mindenre elszánt gazdája ugyanis fenyegeti a csapat jövőjét… |     |                                                       |                  |             |                      |               |
| 42. | 7.  | Rideg harcosok (Cold Warriors)                        | William Gereghty | Paul De Meo | 1997. november 4.    | 307           |
| Westlake édesanyját foglyul ejti egy rejtélyes titkos-ügynök, Mark Bishop, miközben Cole-ék egy rablási ügyben nyomoznak. Frankie megtudja, hogy Lendl, egy ex-KGB-ügynök tette tönkre Bishop karrierjét… |     |                                                       |                  |             |                      |               |
| 43. | 8.  | Robban lékony férjek (First Mob Wives' Club)          | Gus Trikonis     | Paul De Meo | 1997. november 11.   | 308           |
| Cole masszőrként vállal állást abban a fitnessklubban, ahová a maffiózó-feleségek tornázni járnak. A gyönyörű nőkből kiszedett információk segítésével próbálnak így ráakadni egy körözött gyilkosra… |     |                                                       |                  |             |                      |               |
| 44. | 9.  | Anyák a részeg vezetők ellen (Getting MADD)           | James Marshall   | Paul De Meo | 1997. november 18.   | 309           |
| Cole unokahúga és a barátnője ittasan autóba ülnek, és halálos balesetet okoznak. A bár, ahonnan hazafelé tartottak, amúgy is éppen a rendőrség figyelmének középpontjába került, de vajon van-e a lányoknak köze a színfalak mögött zajló eseményekhez? És a Cole-t sarkalló felelősségtudat vajon előbbre lendíti-e a nyomozást?                                                                  |     |                                                       |                  |             |                      |               |
| 45. | 10. | Futás az erdőben (Wilderness Run)                     | Mick MacKay      | Paul De Meo | 1997. november 25.   | 310           |
| Westlake egy barátjához, Elise Gray-hez utazik, aki túlhajszolt emberek számára tart fenn egy erdei tábort, ahol a vendégek kikapcsolódhatnak és felfrissülhetnek. Egyik vendégüket Iris Benteent azonban elrabolja két vadőr, és az követelik, hogy utaljon át ötmillió dollárt a cége bankszámlájáról…                                                                                            |     |                                                       |                  |             |                      |               |
| 46. | 11. | Kitörés (Breakout)                                    | Minor Mustain    | Paul De Meo | 1998. január 6.      | 311           |
| A női börtön lakói között különös kór üti fel a fejét. Az orvos szerint az influenzavírus egy új törzse fertőzte meg a bentlakókat. A kérdés csak az, vajon hogyan jutott a szervezetükbe a kór. Amikor néhányan, helyzetüket megelégelve kitörnek, megkezdődik a harc a titok és az ellenszérum birtokosai között…                                                                                 |     |                                                       |                  |             |                      |               |
| 47. | 12. | A menhely (The Getaway)                               | Paul Lynch       | Paul De Meo | 1998. január 27.     | 312           |
| A hatvanas években a Menhely volt a város legmenőbb helye. Miután nagybácsikája meghal, Frankie örökli a bárt. Annak idején gyakran megfordult itt egy LaGatta nevű ember, de LaGatta neve minden összeesküvés-elméletben feltűnik. Oroszok, Kuba, Kennedy, Irán, aki felfedi LaGatta tetteit, újraírja a történelmet…                                                                              |     |                                                       |                  |             |                      |               |
| 48. | 13. | Egy kínai nem csinál tavaszt (What Makes Sammy Chun?) | Scott Williams   | Paul De Meo | 1998. február 3.     | 313           |
| Már majdnem sikerül leleplezni egy nukleáris nyersanyaggal folytatott üzletet, amikor az ügyes csaló, aki elszegődik egy bulvárügynökséghez, sok borsot tör a Vipera-csapat orra alá. Vajon a Kandi Kamera gerjeszti, vagy leleplezi a bűnügyeket? |     |                                                       |                  |             |                      |               |
| 49. | 14. | Mosott pénz (Paper Trail)                             | Paul Abascal     | Paul De Meo | 1998. február 10.    | 314           |
| 50. | 15. | Ketleth amnéziás (Regarding Catlett)                  | Jeff Stein       | Paul De Meo | 1998. február 17.    | 315           |
| 51. | 16. | Ne bízz senkiben (Trust No One)                       | Gus Trikonis     | Paul De Meo | 1998. február 24.    | 316           |
| 52. | 17. | Dupla csapat (Double Team)                            | Oley Sassone     | Paul De Meo | 1998. március 3.     | 317           |
| 53. | 18. | Vonzó rózsaszín (Hot Potato)                          | Lee Knippelberg  | Paul De Meo | 1998. március 17.    | 318           |
| 54. | 19. | Hazatérés (Homecoming)                                | James Marshall   | Paul De Meo | 1998. április 21.    | 319           |
| 55. | 20. | Régi kapcsolat (Old Acquaintance)                     | David Newman     | Paul De Meo | 1998. április 28.    | 320           |
| 56. | 21. | Belső ügyek (Internal Affair)                         | Scott Williams   | Paul De Meo | 1998. május 5.       | 321           |
| 57. | 22. | Hátraarc (About Face)                                 | Bruce Bilson     | Paul De Meo | 1998. május 12.      | 322           |

### Negyedik évad (1998-1999)
| Sor. | Év. | Cím                                                 | Rendező          | Író         | Premier              | Gyártási szám |
| ---- | --- | --------------------------------------------------- | ---------------- | ----------- | -------------------- | ------------- |
| 58.  | 1.  | A visszatérés (The Return)                          | Danny Bilson     | Paul De Meo | 1998. szeptember 22. | 401           |
| 59.  | 2.  | Régi trükk (Once a Con)                             | Scott Williams   | Paul De Meo | 1998. szeptember 29. | 402           |
| 60.  | 3.  | Okos lány (Wisegal)                                 | Bruce Bilson     | Paul De Meo | 1998. október 6.     | 403           |
| 61.  | 4.  | A házasság szentsége (Holy Matrimony)               | James Marshall   | Paul De Meo | 1998. október 13.    | 404           |
| 62.  | 5.  | Fred élve vagy halva (Wanted: Fred or Alive)        | Gus Trikonis     | Paul De Meo | 1998. október 20.    | 405           |
| 63.  | 6.  | Frankei a király (The Full Frankie)                 | Robert D. Bailey | Paul De Meo | 1998. október 27.    | 406           |
| 64.  | 7.  | A beszületés Abe (Honest Abe)                       | Gus Trikonis     | Paul De Meo | 1998. november 3.    | 407           |
| 65.  | 8.  | Utóhatás (Aftermath)                                | Lee Knippelberg  | Paul De Meo | 1998. november 10.   | 408           |
| 66.  | 9.  | Családi ügyek (Family Matters)                      | James Marshall   | Paul De Meo | 1998. november 17.   | 409           |
| 67.  | 10. | Élő műsor (The Really Real Re-Enactment)            | Gus Trikonis     | Paul De Meo | 1998. december 8.    | 410           |
| 68.  | 11. | Best Seller                                         | Bruce Bilson     | Paul De Meo | 1999. január 5.      | 411           |
| 69.  | 12. | Tanfolyam a pokolból (Seminar from Hell)            | Scott Williams   | Paul De Meo | 1999. február 6.     | 412           |
| 70.  | 13. | Olyan emberek mint mi (People Like Us)              | Don Kurt         | Paul De Meo | 1999. február 13.    | 413           |
| 71.  | 14. | Édes gesztereim (My Fair Hoodlums)                  | Gus Trikonis     | Paul De Meo | 1999. február 20.    | 414           |
| 72.  | 15. | Biztonságos ház (Safe House)                        | James Marshall   | Paul De Meo | 1999. február 27.    | 415           |
| 73.  | 16. | Apró csalások (Tiny Bubbles)                        | Robert Lee       | Paul De Meo | 1999. március 20.    | 416           |
| 74.  | 17. | Persze hogy csoda (Of Course, It's a Miracle)       | Scott Williams   | Paul De Meo | 1999. március 27.    | 417           |
| 75.  | 18. | Szent terror (Holy Terror)                          | David Newman     | Paul De Meo | 1999. április 17.    | 418           |
| 76.  | 19. | Pokoli düh (Hell Hath No Fury)                      | Gus Trikonis     | Paul De Meo | 1999. május 1.       | 419           |
| 77.  | 20. | Teki-Ya támadása (Attack of the Teki-Ya)            | Bruce Bilson     | Paul De Meo | 1999. május 8.       | 420           |
| 78.  | 21. | Széttépett szándék 1. rész (Split Decision, part 1) | Danny Bilson     | Paul De Meo | 1999. május 15.      | 421           |
| 79.  | 22. | Széttépett szándék 2. rész (Split Decision, part 2) | Danny Bilson     | Paul De Meo | 1999. május 22.      | 422           |